# Beke Kata
Beke Kata (Budapest, 1936. december 22. – Budapest, 2009. december 3.) magyar író, publicista, tanár, országgyűlési képviselő, az Antall-kormány oktatási államtitkára.

## Életpályája
Beke Kata Budapesten született Beke Pál és Nagy Mária gyermekeként.
A Szentendrei Ferences Gimnáziumban érettségizett, 1964-ben magyar–történelem szakos tanári diplomát szerzett az ELTE esti tagozatán.
1955–1956 között postai tisztviselő, illetve építőipari küldönc volt. 1956-1962 között az MTA Központi Fizikai Kutatóintézetének laboránsa volt. 1962-től 10 évig a Szövkönyv, illetve a Könyvértékesítő Vállalat beszerzési előadója volt. 1972–1979 között a Kereskedelmi és Vendéglátóipari Főiskola Kollégiumában történelmet, majd a főiskola tanárképző tagozatán magyar nyelvhelyességet, retorikát tanított. Ekkor már publikált oktatási, közéleti kérdésekről. 1979–1982 között a Felsőoktatási Pedagógiai Kutató Központban dolgozott mint információs előadó. 1982–1990 között a Kaffka Margit Gimnázium tanára volt. 1988-ban a Pedagógusok Demokratikus Szakszervezetének alapító tagja volt. 1988-ban belépett a Magyar Demokrata Fórumba, ő szerkesztette a párt oktatási programját. 1990-ben az MDF színeiben be is került a Parlamentbe, szeptembertől a Művelődési és Közoktatási Minisztérium politikai államtitkára volt 1991 januárjáig. Oktatási elképzeléseit nem tudta megvalósítani, ezért államtitkári tisztségéről lemondott, és kilépett az MDF-ből. Megalakulásától feloszlásáig tagja volt a Nemzeti Demokrata Szövetségnek. 1990-1992 között az Új Katedra főszerkesztője volt. 1994-ig független országgyűlési képviselőként politizált, majd visszavonult.
Búcsúztatása 2010. január 8-án, az angyalföldi Szent Mihály plébánián volt.

## Művei
- Istennek furcsa ízlése van (kisregény, 1978)
- John Bonaventura Pendragon igaz története (elbeszélések, 1979)
- Kasszandra (elbeszélések, 1981)
- Leszámoltam Stanci nénivel? (publicisztikák, 1982)
- ...mert az ember kétnemű (esszé, 1984)
- Jelentés a kontraszelekcióról (tanulmány, 1988)
- Jézusmária, győztünk! (memoárok, 1993)
- Légy korszerűtlen! (publicisztikai írások, 1993)
- Vallomás (útirajzok, 1995)
- Kis magyar Varázshegy (1999)
- Az én Itáliám (2001)
- Az elbocsátott vad (2002)

## Díjai, elismerései
- A Művészeti Alap irodalmi díja (1981)
- Comenius emlékérem (1992)
- A Magyar Köztársasági Érdemrend tisztikeresztje (1996)
- Nagy Imre-emlékplakett (1996)